# Araneus illaudatus
Araneus illaudatus es una especie de araña del género Araneus, tribu Araneini, familia Araneidae. Fue descrita científicamente por Gertsch & Mulaik en 1936.
Se distribuye por México y Estados Unidos. La especie se mantiene activa durante los meses de marzo, abril, junio, julio, agosto, septiembre y octubre.